# Churavera macrova
Churavera macrova är en plattmaskart. Churavera macrova ingår i släktet Churavera och familjen Gastrocotylidae. Inga underarter finns listade i Catalogue of Life.